# Tigerton
Tigerton ist eine Gemeinde (mit dem Status „Village“) im Shawano County im US-amerikanischen Bundesstaat Wisconsin. Im Jahr 2010 hatte Tigerton 741 Einwohner.

## Geschichte
Die Lake Shore Railroad führte zwischen 1879 und 1981 durch diese Gegend. Gegründet wurde Tigerton 1896. Das Dorf wurde nach dem Tiger Creek benannt. Der Creek hat schnell fließendes Wasser, was die Namensgeber an das Röhren eines Tigers erinnerte.
In den 1970er und 1980er Jahren war Tigerton einer der wichtigsten Orte für die Aktivitäten der rechtsextremen Posse Comitatus.

## Geografie
Tigerton liegt im mittleren Nordosten Wisconsins an der Mündung des Tiger Creek in den South Fork Embarrass River der über den Embarrass River, den Wolf River und den Fox River zum Einzugsbereich der Green Bay des Michigansees gehört.
Die geografischen Koordinaten von Tigerton sind 44°44′27″ nördlicher Breite und 89°03′47″ westlicher Länge. Das Gemeindegebiet erstreckt sich über eine Fläche von 4,71 km² und wird vollständig von der Town of Fairbanks umgeben, ohne dieser anzugehören.
Nachbarorte von Tigerton sind Bowler (18,1 km nordnordöstlich), Tilleda (18,7 km nordöstlich), Leopolis (20,6 km ostnordöstlich), Pella (25,3 km östlich), Marion (17,6 km südöstlich), Big Falls (18,5 km südsüdöstlich), Alban (29,5 km südwestlich), Elderon (16,9 km westnordwestlich) und Wittenberg (15 km nordwestlich).
Die nächstgelegenen größeren Städte sind Green Bay am Michigansee (94,8 km ostsüdöstlich), Appleton (87,8 km südöstlich), Wisconsins größte Stadt Milwaukee (234 km südsüdöstlich), Wisconsins Hauptstadt Madison (238 km südlich), Eau Claire (219 km westlich), die Twin Cities in Minnesota (341 km in der gleichen Richtung), Wausau (62,2 km westnordwestlich), Duluth am Oberen See in Minnesota (423 km nordwestlich) und Sault Ste. Marie in der kanadischen Provinz Ontario (514 km nordöstlich, gegenüber von Sault Ste. Marie, Michigan).

## Verkehr
Der U.S. Highway 45 führt in Nordwest-Südost-Richtung als Hauptstraße durch das Gemeindegebiet von Tigerton. Alle weiteren Straßen sind untergeordnete Landstraßen, teils unbefestigte Fahrwege sowie innerörtliche Verbindungsstraßen.
In Nordwest-Südost-Richtung verläuft der Wiouwash State Trail durch Wittenberg, ein auf der Trasse einer ehemaligen Eisenbahnstrecke verlaufender Rail Trail für Wanderer, Reiter und Radfahrer. Im Winter kann der Wanderweg auch mit Langlaufski und Schneemobilen befahren werden.
Die nächsten Flughäfen sind der Central Wisconsin Airport bei Wausau (54 km westlich), der Outagamie County Regional Airport bei Appleton (82,2 km südöstlich) und der Austin Straubel International Airport von Green Bay (94,4 km ostsüdöstlich).

## Bevölkerung
Nach der Volkszählung im Jahr 2010 lebten in Tigerton 741 Menschen in 332 Haushalten. Die Bevölkerungsdichte betrug 157,3 Einwohner pro Quadratkilometer. In den 332 Haushalten lebten statistisch je 2,23 Personen.
Ethnisch betrachtet setzte sich die Bevölkerung zusammen aus 92,3 Prozent Weißen, 0,3 Prozent Afroamerikanern, 3,2 Prozent amerikanischen Ureinwohnern, 0,3 Prozent Asiaten sowie 1,5 Prozent aus anderen ethnischen Gruppen; 2,4 Prozent stammten von zwei oder mehr Ethnien ab. Unabhängig von der ethnischen Zugehörigkeit waren 1,9 Prozent der Bevölkerung spanischer oder lateinamerikanischer Abstammung.
23,8 Prozent der Bevölkerung waren unter 18 Jahre alt, 59,5 Prozent waren zwischen 18 und 64 und 16,7 Prozent waren 65 Jahre oder älter. 51,3 Prozent der Bevölkerung waren weiblich.
Das mittlere jährliche Einkommen eines Haushalts lag bei 33.542 USD. Das Pro-Kopf-Einkommen betrug 23.166 USD. 19,8 Prozent der Einwohner lebten unterhalb der Armutsgrenze.

## Bekannte Bewohner
- Ronald R. Breaker (* 1964) – Molekularbiologe an der Yale University – geboren und aufgewachsen in Tigerton